# Yang Shuyu
Yang Shuyu (født 6. marts 2002) er en kinesisk basketballspiller. 
Hun repræsenterede Kina ved sommer-OL 2020 i Tokyo, hvor hun tog bronze i 3x3 basketball.